# عبد الله القصيمي
عبد الله بن علي النجدي القصيمي (1907 - 9 يناير 1996/ 1416 هـ)، مفكر سعودي، يُعد من أكثر المفكرين العرب إثارة للجدل بسبب انقلابه من موقع النصير والمدافع عن السلفية إلى الإلحاد. وبسبب مؤلفاته المثيرة للجدل، ومن أشهرها العرب ظاهرة صوتية.

## النشأة
ولد عبد الله القصيمي في عام 1907 في خب الحلوة الواقعة إلى الغرب من مدينة بريدة النجدية في المملكة العربية السعودية، مصريُّ الأصل سعوديُّ الجنسيَّة، أبوه من بقايا المصريِّين الذين أتوا مع جيش محمَّد علي باشا لغَزو نجد، وهو الذي نسب نفسَه إلى (القصيم) فاشتَهر بها.
جاء مولده في خب الحلوة ليمثل نقطة انعطاف مهمة في تاريخ تلك القرية الغافية لقرون والتي كانت مجهولة حتى من أبناء المدن المجاورة، شأنها بذلك شأن العشرات من الخبوب والقرى المحيطة بمدينة بريدة والتي لا تزال مجهولة وغير معروفة إلى اليوم، نقل ميلاد القصيمي تلك القرية لتحتل مكانةً بارزة في كثير من الحوارات الفكرية التي أشعلها القصيمي على امتداد الوطن العربي، كما أنها حظيت بزيارات عدد من المثقفين والمفكرين الذين وقفوا على أطلالها.

### الأسرة
والد عبد الله القصيمي هو الشيخ علي الصعيدي الذي قدم من حائل واستوطن خب الحلوة والذي عرف عنه تشدده الديني الصارم، والذي لم يكفه ما تلقاه من تعاليم دينية في مدينة بريدة لينتقل إلى الشارقة للاستزادة من العلوم الشرعية وللتجارة، أما والدة عبد الله القصيمي فهي (وفقاً لرواية ابنه الدكتور فيصل بن عبد الله القصيمي) هي السيدة موضي الرميح، التي انفصل عنها زوجها بعد ميلاد ابنه عبد الله بأربع سنوات تقريباً، ليدعها وطفلها مهاجراً إلى الشارقة، ولكنها سرعان ما ارتبطت برجل آخر من عائلة الحصيني المقيمة في قرية الشقة القريبة من خب الحلوة، ويذكر الدكتور فيصل القصيمي أن لديه ثلاثة أعمام من أسرة الحصيني، قدموا إلى مدينة الرياض واستوطنوها، ولا يوجد منهم أحد اليوم، ولهم أولاد وأحفاد.
يرتبط عبد الله القصيمي بروابط أسرية مع عدد من الأسر النجدية كأسرة المزيني والمسلم والحصيني والجميعة، وقد ذكر المؤرخ السعودي عبد الرحمن الرويشد أن الشيخ ابن جميعة الذي عمل لدى الملك عبد العزيز هو عم عبد الله القصيمي، وقال المؤرخ إبراهيم المسلم عند سؤاله عن مدى الصلة والقرابة بين الأسرتين:«تجمعنا قرابة وصلة وخؤولة!» ونشرت المعلومة لأول مرة - لأنها معلومات لم يكن القصيمي يفصح عنها لكل من التقاه من أدباء وصحافيين وباحثين - كما يقول بذلك أصدقاؤه من أنه لم يكن يتحدث بشؤونه الخاصة إطلاقاً، كما أن الشيخ علي الصعيدي قد تزوج بامرأة من الشارقة ومن عمان وأنجب أولاداً هناك، وذكر فيصل القصيمي أنه على اتصال دائم بأبناء عمه في الشارقة ويزورونه بالرياض باستمرار.
نشأ القصيمي فيما بين خب الحلوة والشقة في ظروف سيئة للغاية، فإضافةً إلى فقده لحنان والديه، فقد كانت الأحوال المعيشية سيئة جداً، الأمر الذي دعاه أن يغادر قريته إلى الأبد وهو في سن العاشرة من عمره، وفي الوقت الذي يرى فيه البعض أن قرار المغادرة قد اتخذه الفتى بنفسه هروباً من تلك الأوضاع الصعبة يرى الدكتور فيصل القصيمي أن أخوال الشيخ عبد الله هم الذين دفعوه إلى الهجرة بحثاً عن الرزق، وأصروا على مغادرته أمام إصرار والدته، وكانت حجتهم أن يبحث عن أبيه ليطعمه ويكسوه بعد أن ضاقت بهم السبل في تلك الظروف المعيشية السيئة، ركب الفتى عبد الله القصيمي المخاطر مع أول قافلة اتجهت إلى الرياض بعد اتخاذه للقرار الخطير، الذي قاده إلى رحلة طويلة تنقل فيها بين العديد من الأقطار العربية، فما بين مولده في خب الحلوة إلى مدفنه في مقابر باب الوزير بالقاهرة رحلة من البحث الطويل المعيشي بدايةً ثم الفكري، الذي أصبح واحداً من أبرز فاعليه على مستوى الوطن العربي.
في الرياض حيثُ درس القصيمي على الشيخ «سعد بن عتيق»، تعرف إلى وفد من الشارقة جاء لزيارة الرياض، وكانت المصادفة أن رئيس الوفد صديق لوالده ويعرفه تمام المعرفة، فلاحت في أفقه بوادر أمل في لقاء أبيه، وهذا ما تم على ساحل خليج عمان، إلا أن الدهشة أصابت الفتى الذي كان يتطلع ليس إلى مقابلة والده فحسب، بل إلى ذلك الحنان الذي حُرم منه عشر سنوات، كانت المفاجأة أن والده الذي كان يعمل تاجراً في اللؤلؤ ومتشدداً في تفسيره لكثير من تعاليم الدين الإسلامي قد قابله بشيء من الجفوة والقسوة وفرض عليه أسلوباً في التربية غاية في القسوة.

هذا اللقاء الجاف لا بد وأن يكون له تأثيره اللاحق على حياة القصيمي، يقول القصيمي واصفاً ذلك اللقاء في إحدى رسائله التي بعث بها إلى الأستاذ أحمد السباعي: 
| عبد الله القصيمي | كانت صدمة قاسية لأكثر وأبعد من حساب، لقد وجدت والدي متديناً متعصباً بلا حدود، لقد حوله الدين والتدين إلى فظاظة أو حول هو الدين والتدين إلى فظاظة .. لقد جاء فظاً بالتفاسير والأسباب التي جاء بها الدين وحاول أن يبدو كذلك ولا يراه رجل دين وداعية صادقاً إلا بقدر ما يجد فيه من العبوس والفظاظة .. | عبد الله القصيمي |

### التعليم
التحق القصيمي بمدرسة الشيخ علي المحمود، ثم توفي والده عام 1922 فتحرر من تلك القيود التي كبل بها وانطلق يواصل تعليمه، فأعجب به التاجر الشيخ عبد العزيز الراشد الحميد الذي أخذه معه إلى العراق والهند وسوريا، تعلم القصيمي بدايةً في مدرسة الشيخ أمين الشنقيطي في الزبير قضاء البصرة جنوب العراق، ويذكر الأستاذ يعقوب الرشيد أنه التحق بالمدرسة الرحمانية بالزبير، ثم انتقل إلى الهند ومكث بها عامين تعلم في إحدى المدارس هناك اللغة العربية والأحاديث النبوية وأسس الشريعة الإسلامية، ثم عاد إلى العراق والتحق بالمدرسة الكاظمية ثم انصرف عنها إلى دمشق ثم إلى القاهرة التي شهدت الميلاد الحقيقي للقصيمي.

### أسرة القصيمي
ينتمي القصيمي إلى أسرة الصعيدي وهي أسرة ضاربة بعمق في نجد ومنتشرة بين منطقتي حائل والقصيم، وجاءت التسمية بالصعيدي; في الوقت الذي يرى فيه الأستاذ عبد الرحمن البطحي - مؤرخ مقيم في عنيزة بالقصيم - أن أحد أجداد الأسرة كان يعمل بالعقيلات بين مصر ونجد قبل قرون، فنسب إلى المنطقة التي كان يذهب إليها متاجراً، وهذه عادة منتشرة في العديد من المدن النجدية، ويؤيده في ذلك الباحث يعقوب الرشيد والمؤرخ إبراهيم المسلم، إلا أنه يذكر أن أسرة الصعيدي في حائل وبريدة يلتقون في جدٍ جامع لهم وهو إبراهيم الصعيدي التي ترجع أصوله لقبيلة جهينة وموطن أبيه وأجداده في ينبع النخل، إلا أنه يستطرد قائلاً:«أن الشيخ حمد الجاسر قد بحث المسألة وتوصل إلى نتيجة وهي أن أصول القصيمي من نجد وأن أحد أجداده قد سافر إلى مصر وعاد مرةً ثانية إلى نجد فعرف بلقب الصعيدي!.»
رداً على سؤال للمحامي عبد الرحمن الذي صاحب القصيمي مدة خمسين عاماً من أن القصيمي لا بد وأن يكون قد تحدث معه في هذه المسألة خلال هذه المدة الزمنية الطويلة، قال:«أبداً لم يحدث أن تحدث معي الشيخ عبد الله في هذه المسألة ولا غيرها، لأنه كان يرفض دائماً الحديث عن كل مسائله الشخصية!.»

## حياته العلمية والفكرية

### تحت الفلسفة الإسلامية
التحق القصيمي بجامعة الأزهر في القاهرة عام 1927م لكنه سرعان ما فصل منها بسبب تأليفه لكتاب البروق النجدية في اكتساح الظلمات الدجوية رداً على مقالة عالم الأزهر يوسف الدجوي التوسل وجهالة الوهّابيين المنشورة في مجلة نور الإسلام عام 1931. بعدها قام عبد الله القصيمي بتأليف عدة كتب يهاجم فيها علماء الأزهر ويدافع عن فكر المذهب السلفي مثل شيوخ الأزهر والزيادة في الإسلام، الفصل الحاسم بين الوهّابيين ومخالفيهم والثورة الوهابية.

### تحت الفلسفة الحرة
بعد هذه المرحلة؛ تغير فكر القصيمي حتى وصل مرحلة وصفه فيها معارضوه بالملحد، ومن أهم الكتب التي ألفها بعد انقلابه على الفكر السلفي «هذه هي الأغلال» و«يكذبون كي يروا الإله جميلاً» و«العرب ظاهرة صوتية». في هذه المرحلة، وكنتيجة لكتاباته تعرض القصيمي لمحاولتي اغتيال في مصر ولبنان. وسجن في مصر بضغط من الحكومة اليمنية بسبب تأثر طلاب البعثة اليمنية في مصر بفكر القصيمي لكثرة لقاءاته بهم.

### محاولات اغتياله
حدثت أول محاولة لاغتيال القصيمي عام 1947 وهو العام الذي تلا صدور كتابه المثير للجدل (هذي هي الأغلال) والضجة التي أثارها. يقول القصيمي عن محاولة الإغتيال:
«كان ضمن يومياتي في المساء أن أتردد على مقهى قريب من منزلي ، وذات مرة رأيت شاباً بالزي العربي النجدي يجلس في زاوية منه. استرعى انتباهي فدعوته وجلسنا سويا وبدأت أتحدث معه، سألته من هيئتك العربية ولهجتك أنت قادم من السعودية على ما أظن، فأجاب: نعم. فسألته مرة أخرى هل جئت في تجارة قال: لا ، قلت هل جئت للدراسة، فأجاب بالنفي. كان شاباً من هيئته وحديثه يبدو أن لديه علماً شرعياً وأسلوباً متعلماً ..تجرأت عليه، وقلت له لماذا أنت في القاهرة؟ تردد بعض الشيء، إلا انه ربما بدأ يثق بمحدثه فقال جئت أبحث عن شخص يدعى عبدالله القصيمي وعلمت انه يسكن قريبا من هنا. سألته وماذا تريد منه؟ أجاب: لقد ألف كتاباً يخرجه من الإسلام، وقد أُفتينا بأنه زنديق يحل قتله، ومن يفعل فإنه ينال الأجر العظيم. سألته هل تعرفه قال: لا ، هل جلست إليه قال: لا... قلت له هل قرأت كتابه قال: لا... قلت له: إذا كان بعض هؤلاء يرون الأجر العظيم بقتل هذا الزنديق أليس هم أولى بالظفر به ... هل يحبونك أكثر من أنفسهم أو أبنائهم لتظفر انه فقط بهذا الأجر العظيم وحدك؟ هل يؤثرونك على أنفسهم؟...ألا ترى انك يمكن أن تزهق نفسا بغير خطيئة وانك تسير بالوكالة عن قاتليه؟»
وبعد عدة أيام كشف القصيمي له عن شخصيته واعتذر عن ما بدر منه.

### فلسفته آخر حياته
ردد البعض أن القصيمي قد عاد إلى الإسلام آخر حياته، وعكف على تلاوة القرآن، وقد أكد صديقه إبراهيم عبد الرحمن في مقابلةً مع «العربية.نت» انه كان يقرأ القران في آخر حياته بتاريخ 1 أكتوبر 2016 م، لكنه أكّد في حوار لاحق مع برنامج (في الصورة) عام 2022 أن القصيمي لم يتراجع عن أفكاره قبل وفاته مطلقاً.
ومن جهة أخرى نقل الكاتب عبد الله القفاري في مقالاته المعنونة بـخمسون عامًا مع القصيمي، في جريدة الرياض، قال:«سألته أخيراً: هناك من روج لفكرة تحول القصيمي في آخر أيام حياته وهو على فراش الموت، وأنت القريب منه حتى تلك الساعات الأخيرة في مستشفى فلسطين حيث ودع الحياة ؟! قال لي : هذه كذبة جميلة، روج لها البعض ليمرر اسم القصيمي على صفحات الصحف، في وقت كانت الكتابة عن القصيمي مشكلة بحد ذاتها، لقد حسم عبد الله القصيمي منذ وقت مبكر خياراته، لقد كانت كذبة جميلة تستهوي من يبحث عن فكرة التائب العائد، لكنها ليست هي الحقيقة على الإطلاق !!»
غير أن مجلة إيلاف الإلكترونية أجرت مقابلة مع السيدة آمال عثمان المسؤولة الإدارية عن قسم كبار السن في مستشفى فلسطين في مصر الجديدة، الذي كان يتعالج فيه المفكر القصيمي وفيه قضى نحبه، وسألتها إيلاف عن القصيمي فقالت:«لقد كان العم عبد الله القصيمي راجل زي العسل! وكان طيباً محترماً يخاطبنا نحن العاملون القائمون على خدمته بلغة راقية شاعرية، وكان يكثر المزح معنا، ويداعبنا بألفاظه الرقيقة، وكان يقول لي، أنكِ إذا تمشين فإن الأرض تدعو لك، وكان يدعو لنا بالتوفيق، ونصحنا كثيراً بأن نعيش بسلام ووئام، وأن نترفع عن الصغائر والضغائن، وقال لنا: أن الله يراقبنا من فوق، فعلينا أن نطهر قلوبنا من الحقد والحسد» وأضافت السيدة آمال تقول:«دخل الشيخ عبد الله المستشفى في يوم 12/12/1995 ولم يخرج إلا في يوم 9/1/1996 يوم أن توفاه الله» ورداً على سؤال مجلة إيلاف عن الكيفية التي كان المفكر يقضي فيها وقته إذا لم يكن لديه زائرون، قالت:«كان يقضي وقته في قراءة القرآن الكريم، الذي كان بجانبه طيلة إقامته في المستشفى، وكان في بعض الأحيان يقرأ القرآن الكريم بصوت مرتفع ويرتله ترتيلاً!! وأضافت أن الدكتورة نادية عبد الوهّاب، رئيسة القسم، كانت تجلس إليه أحياناً وتحاوره في كثير من الأمور الفكرية.»[بحاجة لمصدر]
أيضاً يجب الإشارة لشهادة ولد المفكر القصيمي الدكتور محمد بن عبد الله القصيمي التي أفادات أن والده قضى أيامه الأخيرة في مستشفى فلسطين يقرأ القرآن الكريم أغلب الوقت وأيضاً من نفس المصدر وهو مجلة إيلاف[بحاجة لمصدر]. تتضارب الروايتين حول عودته عن إلحاده فبين رواية صديقه المحامي ورواية السيدة آمال عثمان المسؤولة الإدارية عن قسم كبار السن في مستشفى فلسطين في مصر الجديدة التي أكدت أنه كان يقرأ القرآن، لا يمكن التأكد والجزم حول النهاية العقائدية للمفكر عبد الله القصيمي.

## وفاته
توفي بعد صراع مع المرض في 9 يناير 1996 في مستشفى فلسطين بمصر الجديدة بالقاهرة، ودفن كما أوصى بجوار زوجته في مقابر باب الوزير بـ مصر.

## قالوا عنه
قال في حقه الشيخ حسن القاياني «مجلة المقتطف - العدد 10 فبراير 1947»:[محل شك][اقتباس من غير مصدر]
| عبد الله القصيمي | معسكر الاصلاح في الشرق، قلبه هو السيد القصيمي نزيل القاهرة اليوم، نجدي في جبته وقبائه، وصمادته وعقاله، إذا اكتحلت به عيناك لأول التماحته، قلت : زعيم من زعماء العشائر النجدية، تخلف عن عشيرته، لبعض طيته، حتى إذا جلست إليه فأصغيت إلى حديثه الطيب أصغيت إلى عالم بحر يفهق بعلم ديني واجتماعي، تعرفت إلى العلم النجدي القصيمي، فجلست إليه مرة ومرة، ثم شاهدته كرة، فناهيك منه داعية إصلاح، أكثر ما يلهج به الشرق وأدواؤه وجهله ودواؤه، لم أقض العجب حين شهدت القصيمي من عربي في شمائله، ملتف في شملته، يروعك منه عالم في مدرسته، كاد يحيلني شرقياً بغيرته الشرقية، وقد بنيت مصرياً، حيا الله السيد القصيمي، ما أصدق نظرته إلى الحياة وأبعد مرماه في الهداية. | عبد الله القصيمي |

وقال أيضاً في مدح القصيمي الشيخ عبد الظاهر أبو السمح إمام المسجد الحرام وخطيبه ومُدير دار الحديث بِمَكّة قبل أن يتحول عن تدينه وبعد تأليفه كتاب الصراع:
وقال في حقه - متأسفاً على إلحاده - الشيخ ابن عقيل الظاهري:
| عبد الله القصيمي | أرجو له في شخصه أن يهديه الله للإيمان قبل الغرغرة، فتكون خاتمته حسنة إن شاء الله، فإن هذا الرَجُل الذي ألّف " الصِّراع بَين الإسلام والوَثنية " مِمّن يؤسف له على الكفر. | عبد الله القصيمي |

ونظرًا لما أثاره فكر القصيمي من معارك ثقافية تناولته دراسات أكاديمية منها رسالة دكتوراه لأحمد السباعي بعنوان «فكر عبد الله القصيمي»، ودراسة للألماني «يورغن فازلا» بعنوان «من أصولي إلى ملحد».
وألَّف القاضي «إبراهيم بن عبد العزيز السويح» كتابه: «بيان الهدى من الضلال في الرد على صاحب الأغلال» يرد فيه على ما أورده القصيمي في كتابه: «هذه الأغلال». وألَّف وكتب في ذلك غيره من العلماء منهم: محمد بن عبد الرزاق حمزة، والشيخ عبد الله بن يابس.

## أقواله
كتب عن الثورة والثوار فقال:
| عبد الله القصيمي | إنه لا يمكن أن تكون ثورة بدون أصوات عالية، إن الأصوات العالية تستهلك حماس الإنسان وطاقته، إنها تفسد قدرته على الرؤية والتفكير والسلوك الجيد، إن الأصوات العالية هي الثمن السخي الذي تهبه الثورات للمجتمعات التي تصاب بها، إن الأصوات العالية هي العقاب الغوغائي الذي تعاقب به كل ثورة أعصاب ووقار مجتمعها. الثوار دائماً يتحدثون عن نقيض ما يعطون، إنهم يتحدثون عن الحرية والاستقامة، وهم أقوى أعدائها، وعن الصدق وليس في البشر من يعاقبون الصادق ومن يمارسون الكذب ويجزون الكاذبين مثلهم! وعن حقارة النفاق وهم احسن من يزرعونه، ويستثمرون، ويتعاملون معه، وعن الرخاء مع أنهم من أذكى من يبتدعون جميع أسباب الإفقار والأزمات والحرمان، وعن التقدمية وهم أعتق البشر رجعية، إنه لا مثيل لهم في الخوف من التغيير الذي لا يهبهم تسلطاً وطغياناً، ويتحدثون عن العدل والحب، وهم يعنون بهما تخويف كل الطبقات، وقهرها، وسوقها لمصلحة كبريائهم، وأحلامهم. | عبد الله القصيمي |

من كتابه - هذه هي الأغلال
| عبد الله القصيمي | إن المسلمين يقفون أمام خيارين لا ثالث لهما: إما أن يستفيدوا من التراث العلمي للبشرية أو أن يبقوا متخلفين جهلة، ولكي يتخلصوا من الركود الذي هم فيه، ما عليهم إلا أن يعرفوا أنه لا يوجد معرفة ضارة ولا جهل نافع، وأن كل الشرور مصدرها الجهل وكل الخير مصدره المعرفة. | عبد الله القصيمي |

من كتابه - العالم ليس عقلا
| عبد الله القصيمي | سيجد القارئ في هذا الكتاب أمثال كلمات : إله, آلهة، دين، أديان، نبي، أنبياء. وقد يشعر أحيانا أنها كلمات لا تحمل الاحترام الواجب لهذه الأسماء، أو ان فيها شيئا من التهوين والمساس. لهذا ظننت اني ملزم بوضع تصحيح صغير لهذا الذي قد يعد لدى فريق من القراء التباسا. اني لا يمكن ان اعني بالإله أو الآلهة إله الكون وخالقه وواهبنا الحياة والعقل والخيرات الجمة. وإنما أعني بذلك الطغاة أو الأصنام أو الأوهام أو النظم الاجتماعية المتأخرة الظالمة المنسوبة إلى الإله. وكذلك أعني بالأنبياء والأديان حيثما جاءت في كلامي غير أديان الله وأنبيائه. هذا تصحيح أسجله على نفسي كاحتياط مبالغ فيه جدا. | عبد الله القصيمي |

| عبد الله القصيمي | إني أنقد لأني أبكي وأتعذب، لا لأني أكره وأعادي. أنقد الإنسان لأني أريده أفضل، وأنقد الكون لأنه لايحترم منطق الإنسان، وأنقد الحياة لأني أعيشها بمعاناة - بتفاهة، بلاشروط، بلا اقتناع، بلا نظرية. | عبد الله القصيمي |

## مؤلفاته
| - البروق النجدية في اكتساح الظلمات الدجوية، القاهرة، 1931، وهو رد على الشيخ يوسف الدجوي. - الثورة الوهابية. - شيوخ الأزهر والزيادة في الإسلام، القاهرة، 1931، وهو رد على الدجوي أيضًا. - الفصل الحاسم بين الوهّابيين ومخالفيهم، القاهرة، 1934 - مشكلات الأحاديث النبوية وبيانها، القاهرة، 1934 - نقد كتاب حياة محمد لهيكل، القاهرة، 1935 م، عدد الصفحات: 70 صفحة. - الثورة الوهابية، القاهرة، 1934 - الصراع بين الإسلام والوثنية، مجلدان، 1937 - 1937 - كيف ضل المسلمون، القاهرة، 1940 - هذي هي الأغلال، القاهرة، 1946 - يكذبون كي يروا الإله جميلا - العالم ليس عقلاً، 1964 - أيها العقل من رآك، 1964 | * كبرياء التاريخ في مأزق، بيروت، 1966 - هذا الكون ما ضميره، بيروت، 1966 - أيها العار إن المجد لك، بيروت، 1971 - فرعون يكتب سفر الخروج، بيروت، 1971 - الإنسان يعصي.. لهذا يصنع الحضارات، بيروت، 1972 - العرب ظاهرة صوتية، باريس، 1977 - الكون يحاكم الإله، باريس، 1981 - يا كل العالم لماذا أتيت؟، باريس، 1986 - عاشق لعار التاريخ، 1999 - له أيضا (الرسائل المتفجرة) - لئلا يعود هارون الرشيد. |

## صدر عنه
| الكتاب                                               | المؤلف             | التاريخ | المصدر           |
| ---------------------------------------------------- | ------------------ | ------- | ---------------- |
| من أصولي إلى ملحد: قصة انشقاق عبد الله القصيمي       | يورغن فازيلا       | 2001    | ترجمة محمد كبيبو |
| عبدالله القصيمي .. وجهة نظر أخرى                     | سليمان الخراشي     | 2008    | [ 12 ]           |
| عبدالله القصيمي: حياته وفكره                         | عبد الله القفاري   | 2012    | [ 13 ]           |
| عبد الله القصيمي: التمرد على السلفية                 | يورغن فازلا        | 2012    |                  |
| خمسون عاماً مع عبد الله القصيمي                       | إبراهيم عبد الرحمن | 2015    | [ 14 ]           |
| عبدالله القصيمي الإنسان: محاولة لفهم عبدالله القصيمي | مرثد الهندي        | 2016    |                  |

## للمزيد من الإطلاع
- عبد الله القصيمي: التمرد على السلفية. تأليف: يورغن فازلا
- خمسون عاماً مع عبد الله القصيمي، تأليف: إبراهيم عبد الرحمن.
- عبد الله القصيمي حياته وفكره"، تأليف: عبد الله القفاري.
- عبد الله القصيمي الإنسان: محاولة لفهم عبد الله القصيمي. تأليف: مرثد أحمد الهندي.
- عبد الله القصيمي وجهة نظر أخرى، للباحث سليمان الخراشي، إصدار مؤسسة روافد 2008.
- ملخص حياة عبد الله القصيمي ورقة من بحث وإعداد الدكتور صالح بن مقبل العصيمي التميمي، موقع صيد الفوائد.